# 華新麗華

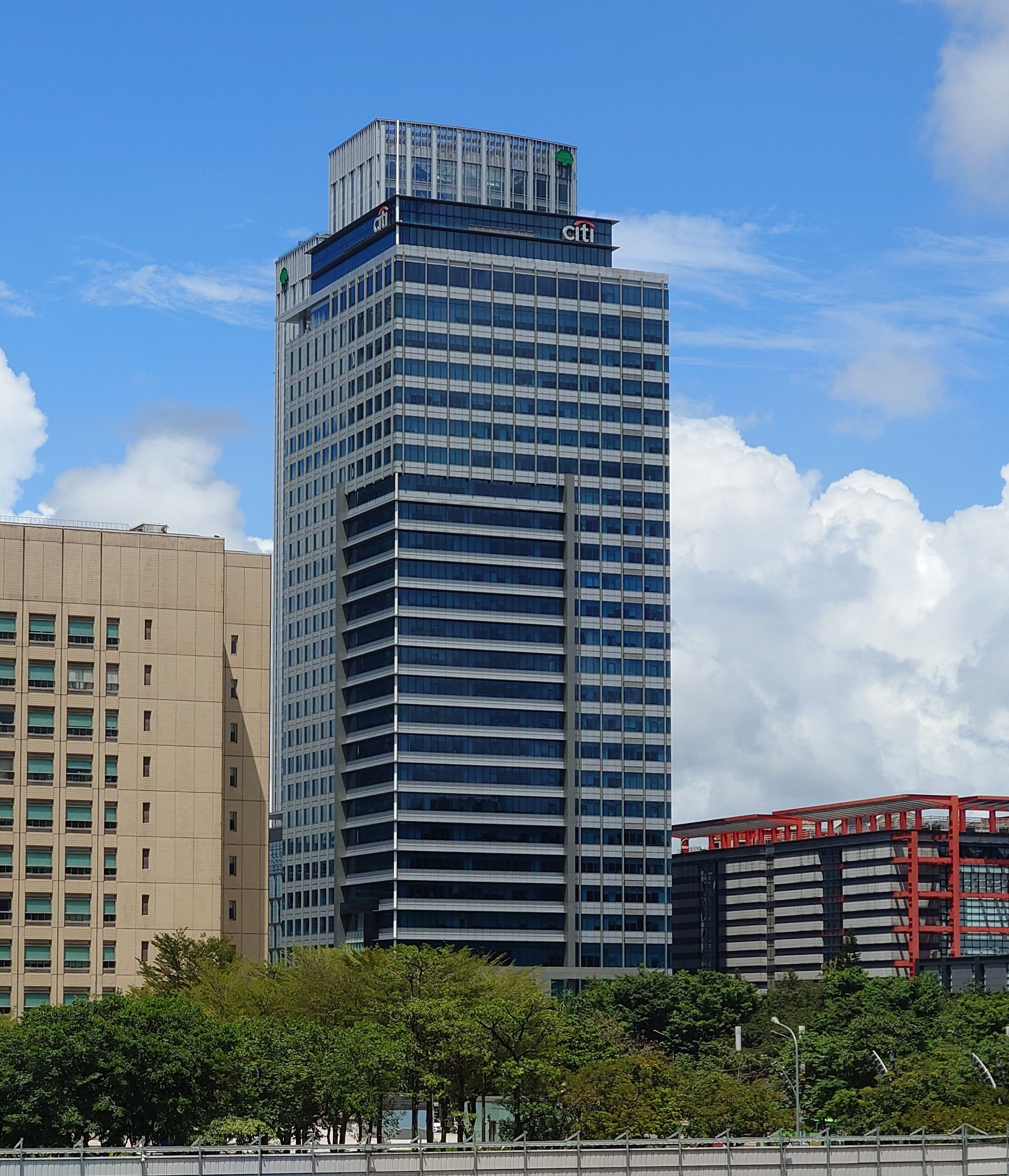
總部位於信義計畫區華新麗華大樓

華新麗華股份有限公司（英語：Walsin Lihwa Corporation；臺證所：1605、LSE：WALS），簡稱華新麗華（Walsin Lihwa）或 華新（Walsin）。1966年創立於台灣，公司總部位於台北市，最初以生產電線、電纜為主。現今為大中華區電線電纜及特殊鋼產業廠商，同時跨足房地產及高科技產業投資，形成華新麗華集團。
2020年富比士評選為全球最佳雇主公司第258名台灣僅次Acer。

## 歷史
華新麗華由焦廷標所參與創辦。1950年，焦廷標跟隨孫法民一起創立太平洋電線製造廠，從此踏入電線電纜產業。1966年，焦廷標創辦華新電線電纜公司，工廠設於台北縣新莊，由生產鋁導體電纜起步。1969年，合併麗華電線電纜，成為今日的華新麗華。。

1972年於台灣證券交易所掛牌上市，資本額從創立時的三千萬增加為一億二千萬

1991年鋁線事業拓展至東南亞市場

1992年於江陰設立據點，展開中國市場的布局

1993年斥資60億元在台南鹽水成立專業不銹鋼廠，跨入鋼鐵產業

2008年跨足太陽能系統整合領域

2009年華新信義大樓完工，跨足商貿地產領域

2019年首度跨足商場，於南京打造「華采天地」

## 營運及生產項目
華新麗華迄今在台灣、中國大陸、印尼、馬來西亞、美國等地設立了十多個生產銷售中心。

電線電纜
- 新莊
- 楊梅
- 江陰
- 上海
- 東莞

不銹鋼
- 鹽水
- 台中
- 常熟
- 馬來西亞
- 江陰
- 煙台

商貿地產
- 台北
- 南京

資源事業
- 印尼

其他
- 美國
- 印尼

## 轉投資事業
- 華東科技（臺證所：8110）
- 華邦電子（臺證所：2344）：成立於1987年9月，為專業的記憶體積體電路公司，核心產品包含編碼型快閃記憶體（Code Storage Flash Memory）、利基型記憶體（Specialty DRAM）及行動記憶體（Mobile DRAM）。
- 華新科技（臺證所：2492）：1992年成立，主要生產被動元件。產品包括積層陶瓷晶片電容(MLCC)、晶片電阻(Chip-R)、射頻元件(RF Components)、RF天線、圓板電容(DISC)、氧化鋅變阻器(Varistor)、電感(Inductor)、保護元件及晶片保險絲(Chip Fuse)。
- 瀚宇博德（臺證所：5469）：1989年成立，主要從事印刷電路板的生產及銷售，產品應用於伺服器、網通產品、筆記型電腦、顯示器、遊戲機、機上盒、工業電腦及企業資訊設備。
- 瀚宇彩晶（臺證所：6116）：成立於1998 年，生產薄膜電晶體液晶顯示器面板廠，專攻TFT-LCD，主要應用於筆記型電腦顯示器、桌上型電腦監視器。

## 外部連結
- 華新麗華公司官網 （页面存档备份，存于）